# Witamina B1
Witamina B1, tiamina – heterocykliczny związek chemiczny, złożony z pierścieni tiazolowego i pirymidynowego, połączonych mostkiem metylenowym.
Tiaminę wyodrębnił w 1911 roku z otrębów ryżowych Kazimierz Funk. On też zaproponował dla niej i podobnych jej, niezbędnych ludziom do życia, substancji nazwę witamina (związek jest aminą, a Funk słusznie zakładał, że podobnych substancji jest więcej, ale błędnie, że wszystkie są aminami). Wyniki badań i swoje wnioski opublikował początkowo, wskutek niechęci przełożonych, w artykułach przeglądowych On the chemical nature of the substance which cures polyneuritis in birds induced by a diet of polished rice oraz The etiology of the deficiency diseases. Beri-beri, polyneuritis in birds, epidemic dropsy, scurvy, experimental scurvy in animals, infantile scurvy, ship beri-beri, pellagra.

## Forma aktywna
DPT – difosfotiamina – pirofosforan tiaminy (TPP) – kokarboksylaza.
Reszta pirofosforanowa jest wbudowywana do tiaminy przy udziale transferazy, dawcą pirofosforanu jest ATP.

## Funkcja biochemiczna
- dekarboksylacja oksydacyjna α-ketokwasów karboksylowych, np.:
  - kwasu pirogronowego;
  - kwas α-ketoglutarowego (α-oksoglutarowego);
  - α-ketokwasów powstałych w procesie transaminacji aminokwasów rozgałęzionych;
- udział w reakcji transketolacji odbywającej się w cyklu pentozowym.

## Rola w organizmie
Rozpuszczalna w wodzie, odgrywa zasadniczą rolę w procesach oddychania tkankowego, głównie w przemianie węglowodanów, jest częścią składową koenzymu karboksylazy (pirofosforanu tiaminy). Wzmaga czynność acetylocholiny, hamuje esterazę cholinową, działa synergicznie z tyroksyną i insuliną, pobudza wydzielanie hormonów gonadotropowych. Tiamina przyspiesza gojenie się ran i wykazuje działanie uśmierzające ból.
Dzienne zapotrzebowanie dorosłego człowieka na witaminę B1 wynosi 1,1 mg dla kobiet i 1,2 mg dla mężczyzn.

## Skutki niedoboru
- zaburzenia czynności centralnego układu nerwowego: osłabienie, zmęczenie, oczopląs, zaburzenia pamięci, koncentracji, depresja,
- niewydolność krążenia: przyspieszona akcja serca, powiększenie wymiarów serca, obrzęki kończyn górnych i dolnych,
- zaburzenia ze strony przewodu pokarmowego: utrata łaknienia, nudności, wymioty, biegunka, ból z okolic brzucha, brak apetytu, zmniejszenie masy ciała.

W przypadku silnej awitaminozy B1 może wystąpić choroba beri-beri, objawiająca się zaburzeniami pracy neuronów i włókien mięśniowych, powodującymi ból kończyn, osłabienie mięśni, drżenie, niewydolność układu krążenia.
Normalnie odżywiając się, nie można doprowadzić do niedoboru witaminy B1. Problemem jest niedobór wit. B1 wywołany spożywaniem alkoholu. W tym przypadku można rozpoznać takie objawy jak:
- encefalopatia Wernickego;
- psychoza Korsakowa;
- delirium tremens.

## Skutki nadmiaru
Nadmiar witaminy B1 nie jest szkodliwy, nawet przy spożywaniu jej w ilości 50 mg dziennie. Wynika to prawdopodobnie z zahamowania jej wchłaniania przy dawkach przekraczających 5 mg. Hiperwitaminoza możliwa jest tylko w przypadku przyjmowania witaminy B1 w formie zastrzyków. Objawy: osłabienie, obrzęki, poty, nudności, zmęczenie, duszność, obrzęk krtani, zawroty głowy, drżenie mięśni, zaburzenia rytmu serca, reakcje alergiczne, a w skrajnych przypadkach może dojść do śmierci – śmiertelny wstrząs tiaminowy.

## Źródła witaminy
Szczególnie dużo witaminy B1 jest w tkankach aktywnych metabolicznie (wątroba, serce), a także w produktach zbożowych grubego przemiału, mięsie, wędlinach (szczególnie w wieprzowinie), roślinach strączkowych (grochu, fasoli) oraz drożdżach, orzechach, słoneczniku, rybach, owocach i warzywach.
Tiamina jest zgromadzona głównie w warstwie zewnętrznej ziaren zbóż, dlatego procesy technologiczne polegające na łuskaniu i polerowaniu zubażają w nią mąkę. Tiaminę rozkłada tiaminaza, enzym obecny w surowych rybach.